# Jeanne de Flandre
Ne doit pas être confondu avec Jeanne de Constantinople.
Titre
Duchesse consort de Bretagne
30 avril 1341 – 26 septembre 1345
(4 ans, 4 mois et 27 jours)

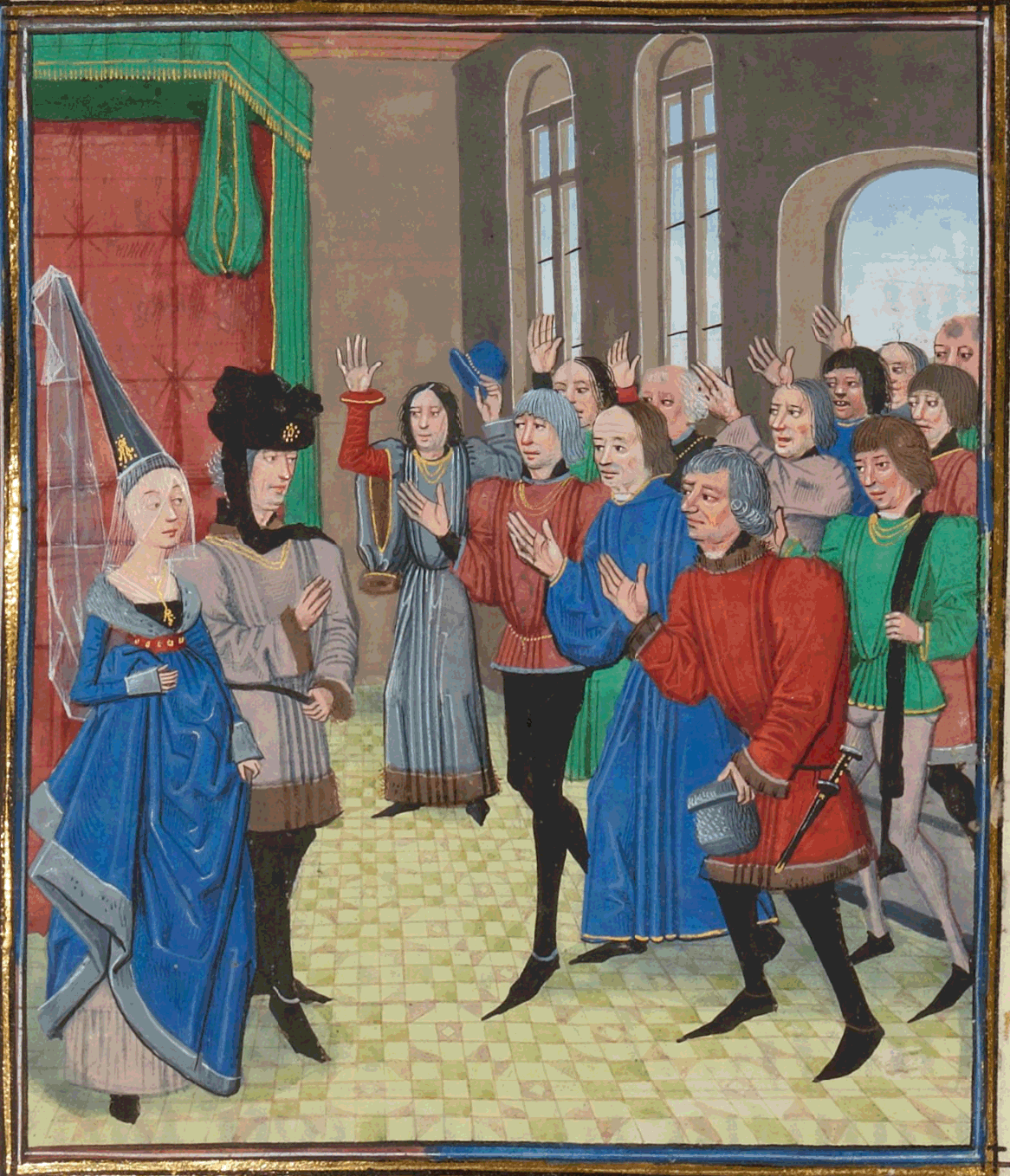
Jeanne de Flandre et Jean de Monftort.

Jeanne de Flandre (1295 - 1374), dite Jeanne la Flamme, est l'épouse de Jean de Montfort, prétendant au duché de Bretagne lors de la guerre de Succession de Bretagne.
Elle a continué la lutte de son mari lors de la captivité de ce dernier, et doit son surnom à un incendie provoqué lors du siège d'Hennebont. Par la suite, réfugiée en Angleterre, elle est éloignée de Londres par le roi Édouard III et mise sous la garde du connétable du château de Tickhill.

## Origines
Elle est la fille de Louis Ier de Flandre, comte de Nevers, et de Jeanne de Rethel, comtesse de Rethel.

## Guerre de Succession de Bretagne

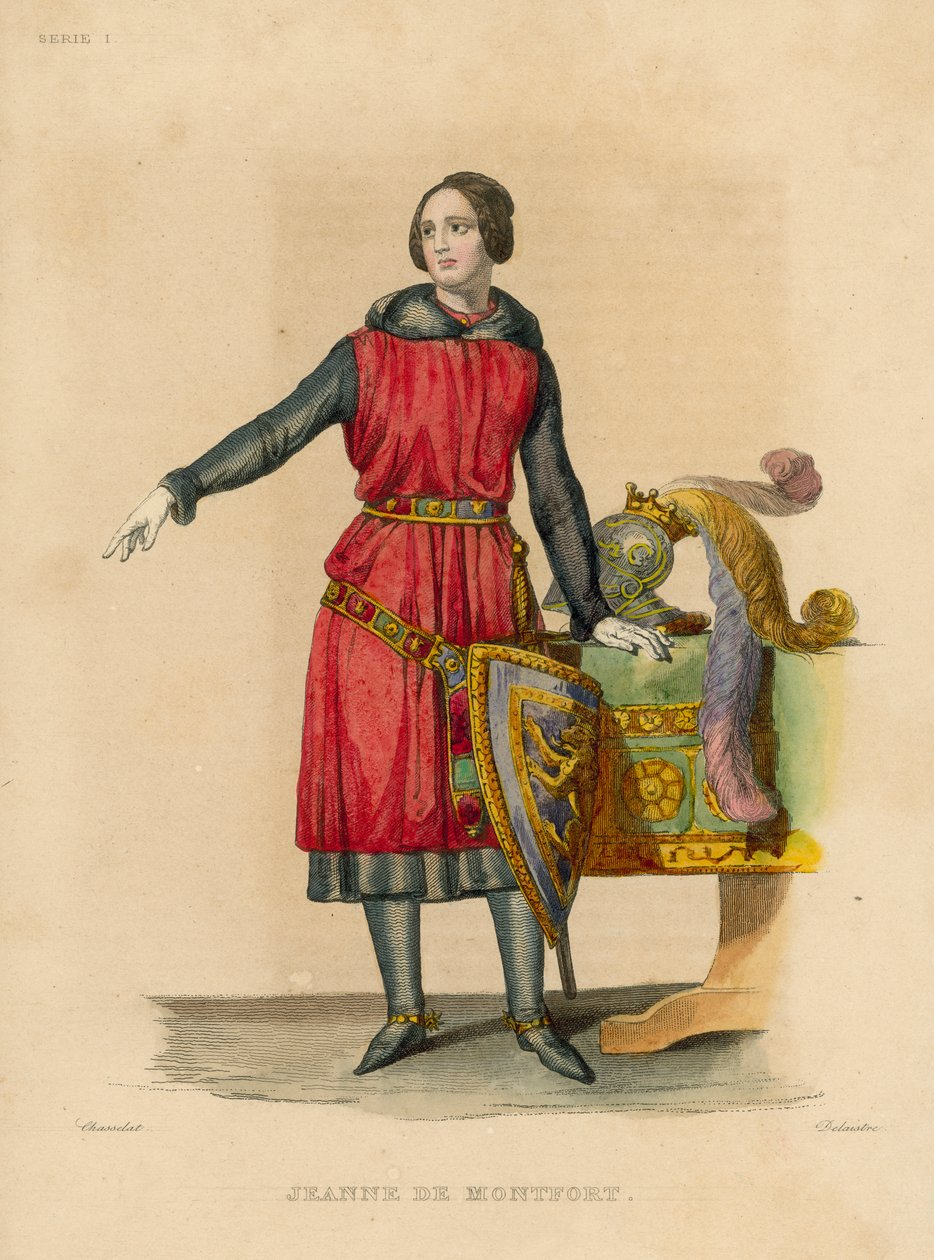
Vue d'artiste de Jeanne de Flandre (XIXe siècle).

En 1341, à la mort de Jean III de Bretagne, Jean de Monfort dispute le duché à sa nièce Jeanne de Penthièvre, ce qui entraine une guerre de vingt ans appelée guerre des « Deux Jeannes » ou guerre de Succession de Bretagne. Lorsque Jean de Montfort est fait prisonnier, elle prend la direction de ses armées et continue la lutte, ce qui permet à son fils Jean IV de faire ultérieurement la conquête du duché de Bretagne.
Jeanne de Flandre est restée célèbre pour une action d'éclat. Alors que les troupes de Charles de Blois assiégeaient en juin 1342 Hennebont, dans laquelle était retranchée Jeanne, celle-ci parvint à galvaniser les troupes et les civils si bien que toutes les attaques furent repoussées. Une nuit, à la tête d'un détachement de soldats, elle sortit de la ville et mit le feu aux tentes des troupes adverses. Puis, grâce à cette diversion, elle parvint à rejoindre Auray d'où elle put ramener 600 chevaliers, ce qui permit la libération de la ville. Après cela, Jeanne de Flandre fut surnommée Jeanne la Flamme.
Les envoyés du pape réussissent à obtenir des deux belligérants la signature de la trêve de Malestroit le 19 janvier 1343, prévue jusqu’au 29 septembre. Cet accord prévoit que Jean de Montfort doit être remis en liberté. Philippe VI de France retourne à Paris et le roi Édouard III d'Angleterre est de retour à Londres en mars 1343. Il ramène avec lui Jeanne de Flandre et ses deux enfants, qui résident à Exeter. Démunie d’argent, ayant laissé son trésor sous bonne garde dans le château de Brest, elle doit recevoir des prêts d'Édouard III. Puis, elle réside à Londres d’avril à décembre 1343. En son absence ce sont les hommes du roi d'Angleterre qui gouvernent la Bretagne.
À partir de cette époque Jeanne de Flandre réside en Angleterre au château de Tickhill dans le comté d'York au sud de Doncaster. En 1899, l'historien Arthur de La Borderie soutenait que le roi l'avait assignée à résidence à Tickhill parce qu'elle était devenue folle, mais il n'existe aucun document d'époque qui l'indique. Selon un historien plus récent, il est plus raisonnable de croire que le roi l'ait éloignée pour « l'empêcher de se mêler des affaires de Bretagne ». D'ailleurs, Warmer (ou Warnier) de Giston, aidé par son « yeoman », ne se serait pas compromis en organisant une tentative d'évasion de Tickhill en 1347 (même si Jeanne l'avait supplié de le faire) si elle avait été folle.
Édouard III confie la garde de Jeanne à des chevaliers : William Frank, jusqu'en 1346, Thomas Haukeston (1346-1357) puis Jean Delvès (mort en 1370) et enfin à Isabelle, veuve de ce dernier, et ensuite à Godfrei Foljambe. La dernière mention faite de la princesse et de son gardien date du 14 février 1374. Il semble qu'elle soit morte cette année-là.

## Union et descendance

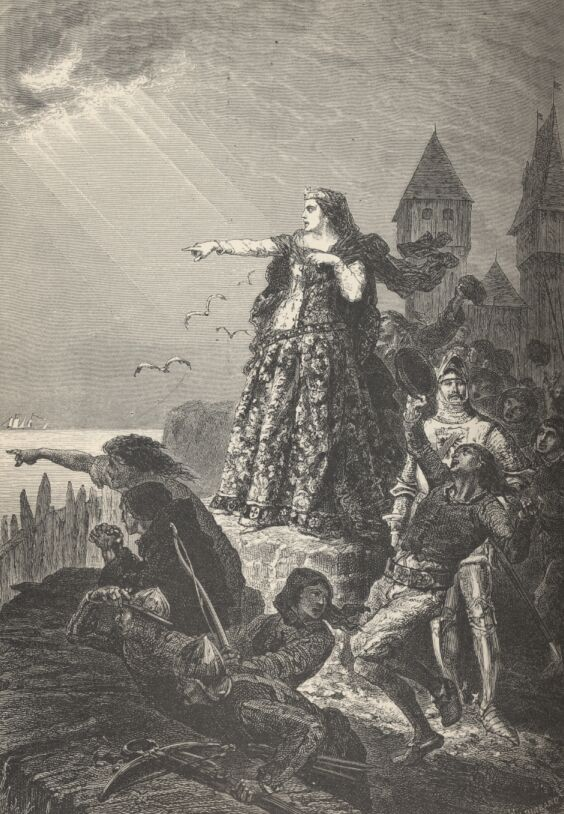
Jeanne La Flamme à Hennebont.

Elle épousa Jean de Bretagne, (1294 † 1345), comte de Montfort, et eut :
- Jean IV (1339 † 1399), duc de Bretagne et comte de Richmond ;
- Jeanne (1341 † 1402), mariée à Ralph Basset de Drayton.

## Hommages
- À Hennebont, Morbihan, le pont construit en 1953 joignant les deux rives du Blavet porte le nom de Pont Jeanne-La-Flamme.
- En 2021, le groupe de Heavy Metal Herzel consacrera le morceau "La Flamme" à Jeanne de Flandre sur l'album "Le Dernier Rempart".